# Krista Kiuru
Krista Katriina Kiuru (ur. 5 sierpnia 1974 w Pori) – fińska polityk, posłanka do Eduskunty, od 2011 do 2013 minister mieszkalnictwa i łączności, następnie do 2015 minister edukacji, w latach 2019–2022 i 2022–2023 minister rodziny i służb społecznych.

## Życiorys
W 1993 zdała egzamin maturalny. W 2001 ukończyła studia z zakresu nauk społecznych na Uniwersytecie w Turku. Od 1996 pracowała (początkowo w niepełnym wymiarze godzin) jako nauczyciel filozofii, aktorstwa i religii. Była też doradcą studenckim i planistą w administracji Uniwersytetu w Tampere.
Zaangażowała się w działalność Socjaldemokratycznej Partii Finlandii. W wyborach parlamentarnych w 2007 po raz pierwszy uzyskała mandat deputowanej do Eduskunty. W 2011, 2015, 2019 i 2023 ponownie była wybierana do parlamentu.
W rządzie Jyrkiego Katainena 22 czerwca 2011 objęła urząd ministra mieszkalnictwa i łączności, stając na czele tego nowo utworzonego resortu. 24 maja 2013 została przeniesiona na urząd ministra edukacji. W utworzonym w 2014 gabinecie Alexandra Stubba objęła dodatkowo obowiązki ministra łączności, kończąc urzędowanie 29 maja 2015. Powróciła na stanowisko ministra 6 czerwca 2019, obejmując w rządzie Anttiego Rinne kierownictwo resortu rodziny i służb społecznych. Pozostała na tej funkcji również w powołanym 10 grudnia 2019 gabinecie Sanny Marin. Ustąpiła w lutym 2022 w związku z rozpoczęciem urlopu rodzicielskiego. Powróciła na tożsame stanowisko rządowe w październiku tegoż roku, zajmując je do czerwca 2023.